# دهه ۱۷۱۰ (میلادی)

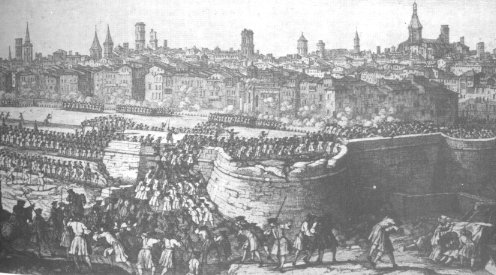
۱۷۱۰ میلادی

دهه ۱۷۱۰ (میلادی) صد و هفتاد و یکمین دهه تقویم میلادی است.

## درگذشتگان
‎